# Castello di Stigliano

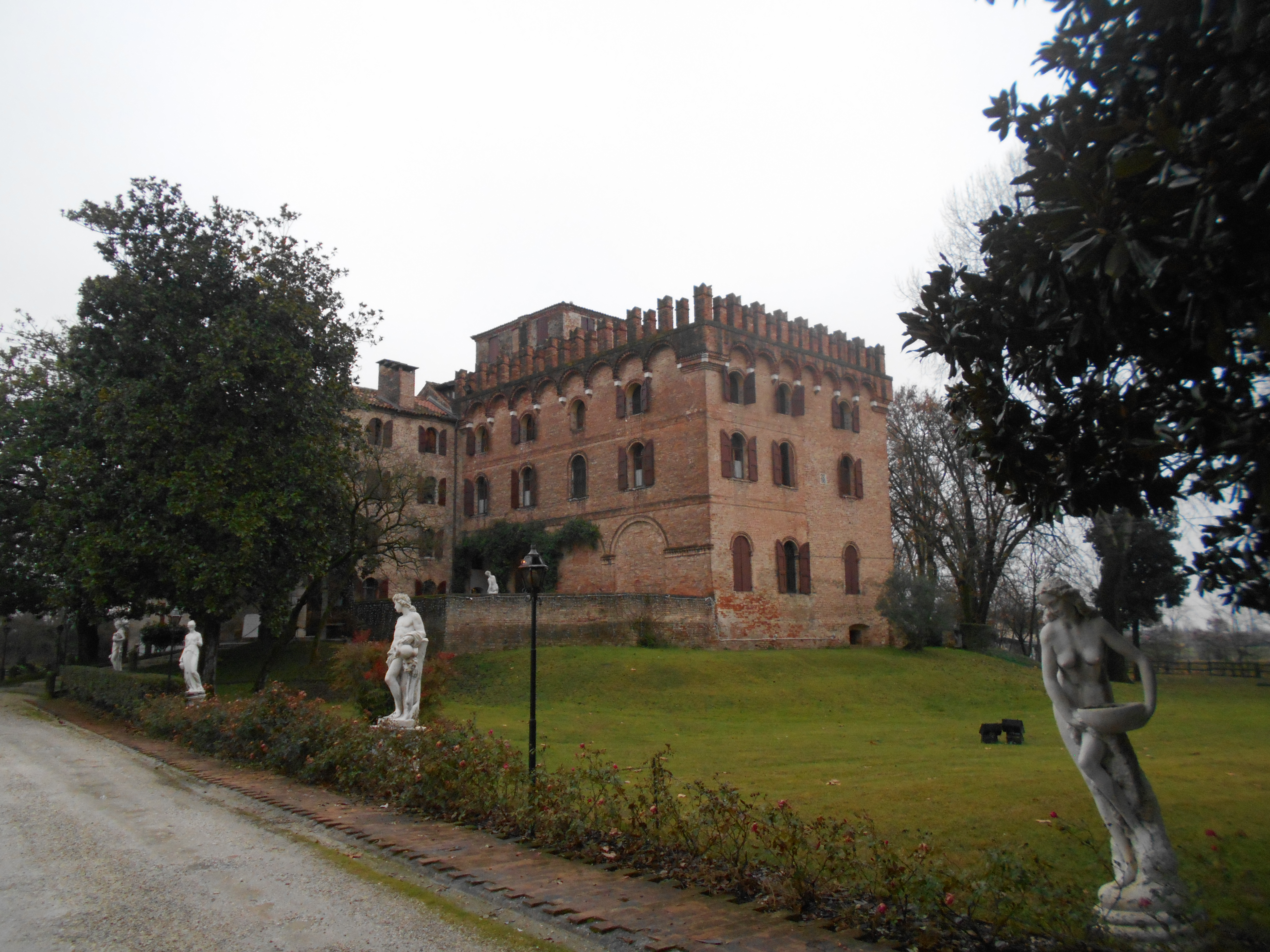
Castello di Stigliano

Castello di Stigliano ist eine kleine Festung im gleichnamigen Ortsteil der italienischen Gemeinde Santa Maria di Sala in Venetien. Unter der Herrschaft der Venezianer wurde daraus ein herrschaftlicher Palast, der die Gestalt einer venezianischen Villa annahm.

## Geschichte
Die Ursprünge der Burg liegen in der Zeit der alten Römer, als sie eine Festung an der Grenze zwischen den „Feldern“ von Altinum und Padua bildete. (Die Spuren der Limitation sind immer noch im sogenannten Graticolato Romano zu finden.) Im 7. Jahrhundert ging der Komplex in den Besitz des Bischofs von Treviso über; 1152 wurde er tatsächlich mit dem Dorf und den zugehörigen Geräten von den Herren der Diözese erwähnt. Ab 1158 waren deren Vasallen die Familie Tempesta und am 15. Januar 1220 verlieh der Graf Guido die Rechte daran an Aldevandino da Superno, einen Deutschordensritter.
Um die Festung, die an einer strategischen Position an der Grenze zwischen den Territorien von Treviso und Padua und am Fluss Muson (heute Muson Vecchio) gelegen war, fanden viele Schlachten statt. Sie wurde im 14. Jahrhundert von der Familie Da Carrara eingenommen und befand sich dann im Zentrum der Kämpfe zwischen Letzteren und den Venezianern.
Schließlich wurde sie von den Venezianern eingenommen und 1520 an die Familie Priuli verkauft, die sie in eine venezianische Villa umbauen ließen: Der Bau wurde größtenteils abgerissen, sodass heute nur noch der Turm erhalten ist. Im 17. Jahrhundert fiel der Komplex an die Venier, die letzte Umbauten daran vornehmen ließen.

## Beschreibung
Der Komplex besteht heute aus der eigentlichen, ursprünglichen Burg (dem Turm), einem rustikalen Anbau und einer Privatkapelle. Das Ganze liegt in einer großen Einfriedung, im Westen angrenzend an die Straße nach Noale und im Süden an den Fluss Muson Vecchio.
Der Turm an der Südostecke stellt den Angelpunkt des Hauptblocks dar, der sich von dort nach Westen erstreckt. Das dreistöckige Gebäude besitzt Bogenfriese unter Steinkonsolen und ist von einer Reihe von Zinnen aus Ziegeln gekrönt, die jüngeren Datums ist. Am Turm ist darüber hinaus im Nordosten ein weiterer Trakt mit vier Stockwerken angebracht, der von einem Ziegelsims gekrönt wird und ein Gewölbedach trägt. Die Gebäude bilden so ein „L“ und alle Bauten sind unterkellert. Im Inneren befinden sich Fresken, die der venezianischen Schule zugeschrieben werden. Vor einigen Jahren konnte man Die Gekreuzigten bewundern, den Mönch-Marschall Daneult und Giacomo da Scaltenigo.

## Heute
Nach einer langen Zeit des Verfalls wurde der Palast kürzlich weiter verändert, indem er zu einem Restaurant und Hotel umgebaut wurde.